# Wybory prezydenckie w Czechach w 2023 roku
Wybory prezydenckie w Czechach w 2023 roku (cz. Volba prezidenta České republiky 2023) – elekcja, której celem było wyłonienie następcy urzędującego prezydenta Miloša Zemana. W wyniku I tury (13–14 stycznia 2023) najwięcej głosów zebrali Petr Pavel (35,4%) oraz Andrej Babiš (34,99%). W I turze wzięło udział 5 622 812 osób, co dało frekwencję na poziomie 68,24%.
W II turze (27–28 stycznia 2023) wygrał Petr Pavel, uzyskując 3 358 926 głosów (58,32%), wobec 2 400 271 dla Babiša (41,67%) przy frekwencji 70,25%. Początek kadencji Petra Pavla wyznaczono na 9 marca 2023 po zakończeniu kadencji przez Miloša Zemana.

## Kandydaci
Lista:
| Numer porządkowy | Kandydat        | Partia                            | Spełnienie wymogu rejestracyjnego | Pełniona funkcja/zawód                                                                                   | Uwagi | Strona www             |
| ---------------- | --------------- | --------------------------------- | --------------------------------- | --- | --- | ---------------------- |
| 1                | Pavel Fischer   | Niezależny                        | 19 deputowanych 32 senatorów      | Urzędnik państwowy, dyplomata, były ambasador we Francji (2003–2010), senator                            | W październiku 2022 Fischer ogłosił start w wyborach | pavelfischer.cz        |
| 2                | Jaroslav Bašta  | Wolność i Demokracja Bezpośrednia | 20 deputowanych                   | Polityk, dysydent, Ambasador Republiki Czeskiej na Ukrainie (2000–2005)                                  | 10 września 2022 ogłosił start w wyborach | Brak                   |
| 3                | Josef Středula  | Niezależny                        | 11 senatorów                      | Działacz związkowy, przewodniczący Czesko-Morawskiej Konfederacji Związków Zawodowych (ČMKOS)            | W maju 2022 został kandydatem w wyborach, wcześniej do kandydowania przekonywał go Miloš Zeman. Zrezygnował z kandydowania 9 stycznia 2023 i przekazał swoje poparcie Nerudovej. | Brak                   |
| 4                | Petr Pavel      | Niezależny                        | 81,000 podpisów                   | Czeski wojskowy, były szef Sztabu Generalnego Czeskich sił zbrojnych, były szef Komitetu Wojskowego NATO | 29 czerwca 2022 potwierdził kandydowanie w wyborach, lecz oficjalnie ogłosił w sierpniu 2022.                                                                                    | generalpavel.cz        |
| 5                | Tomáš Zima      | Niezależny                        | 13 senatorów                      | Lekarz, biochemik, profesor, rektor Uniwersytetu Karola w Pradze (2014–2022)                             | W październiku ogłosił uzyskanie podpisów trzynastu członków Senatu co umożliwiło mu zarejestrowanie swojej kandydatury w wyborach                                               | tomaszima.cz           |
| 6                | Danuše Nerudová | Niezależna                        | 82,628 podpisów                   | Ekonomistka, nauczycielka akademicka, rektor Uniwersytetu Mendla w Brnie (2018–2022)                     | W marcu 2022 ogłosiła start w wyborach. W październiku 2022 współrządząca centroprawicowa koalicja SPOLU wskazała ją jako jednego z trzech popieranych pretendentów.             | danusenerudova.cz      |
| 7                | Andrej Babiš    | ANO 2011                          | 56 deputowanych                   | Polityk, Bisnesmen, Premier Republiki Czeskiej (2017–2021), Minister Finansów (2014–2017)                | 30 października 2022 ogłosił start w wyborach. | Brak                   |
| 8                | Karel Diviš     | Niezależny                        | 50,007 podpisów                   | Przedsiębiorca z branży technologii informatycznych                                                      | W styczniu 2022 ogłosił start w wyborach | kareldivisprezident.cz |
| 9                | Marek Hilšer    | Niezależny                        | 14 senatorów                      | Senator z Pragi 2                                                                                        | |                        |

## Wyniki wyborów

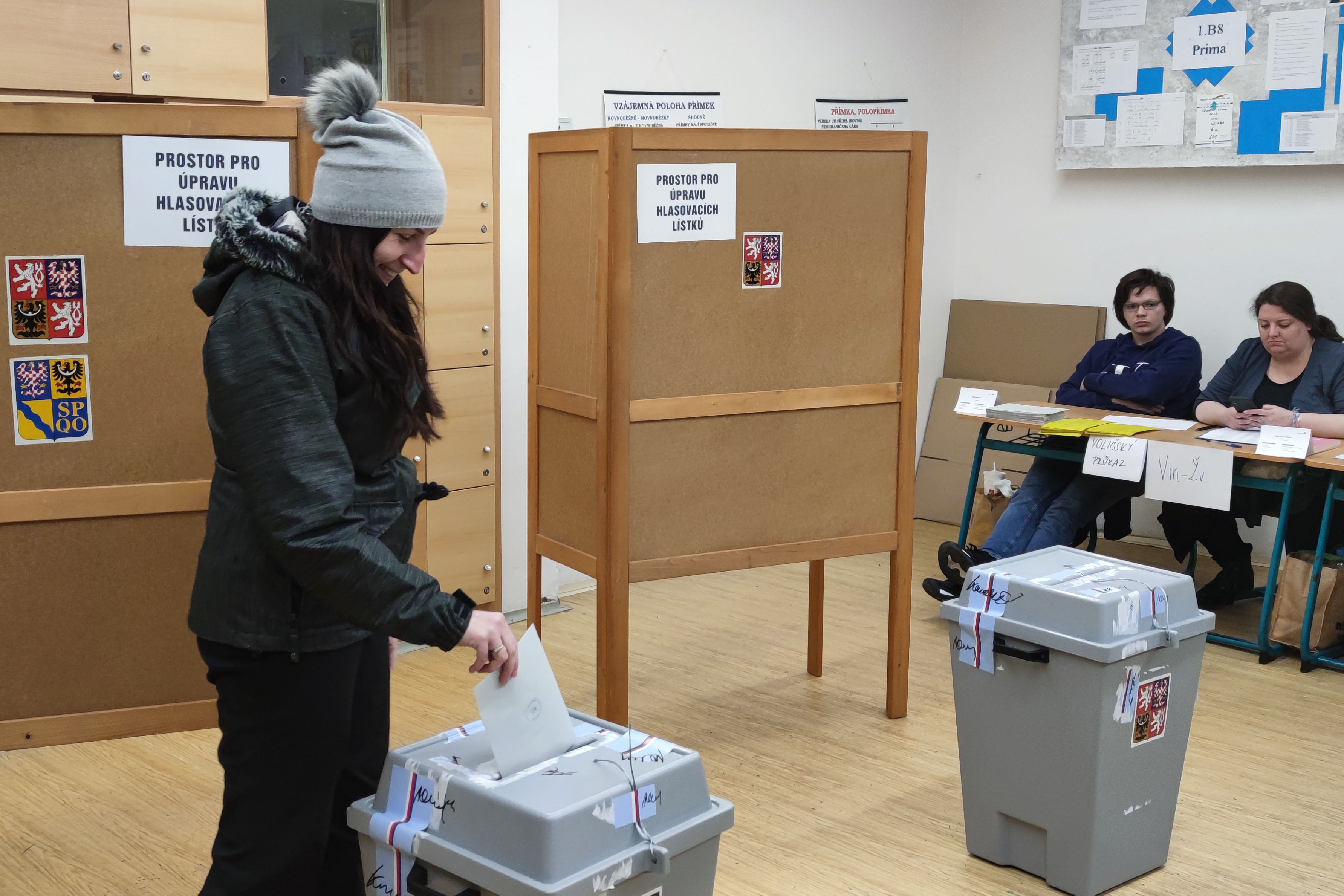
Głosowanie w II turze w jednej z ołomunieckich komisji

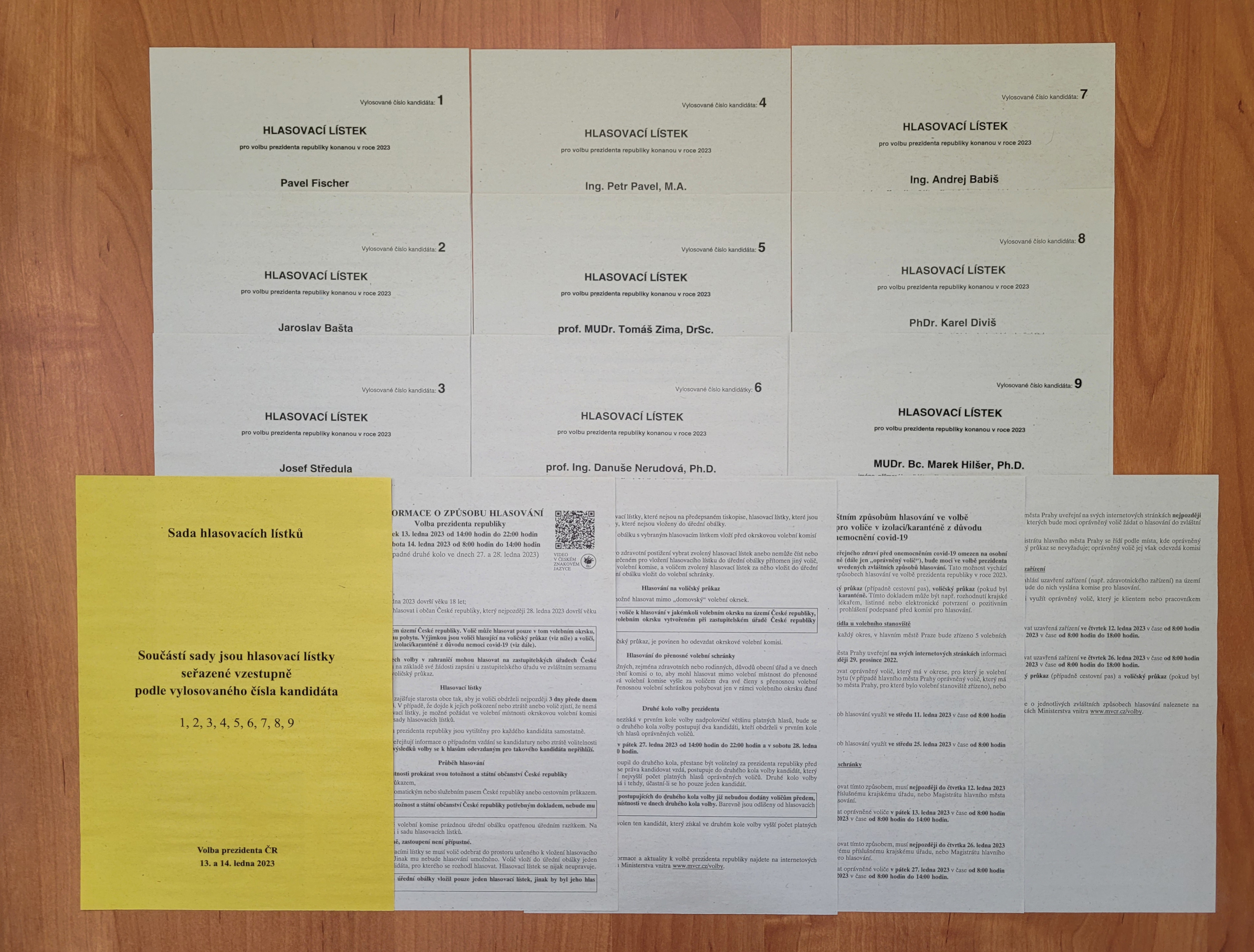
Karty do głosowania w I turze

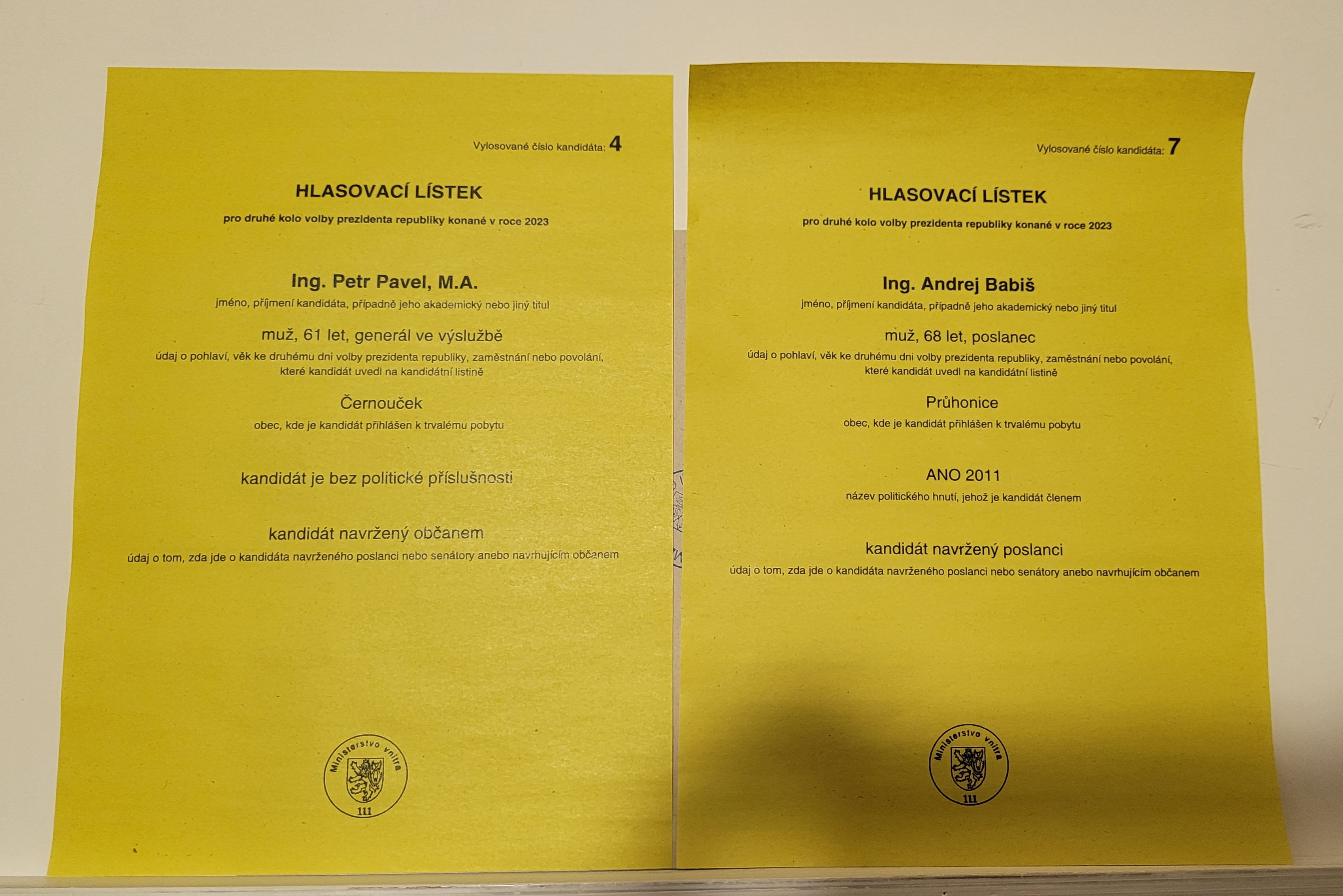
Karty do głosowania w II turze

| Kandydat        | Partia     | I tura    | I tura | II tura   | II tura |
| Kandydat        | Partia     | Głosy     | %      | Głosy     | %       |
| --------------- | ---------- | --------- | ------ | --------- | ------- |
| Petr Pavel      | Niezależny | 1 975 056 | 35,40  | 3 358 926 | 58,32   |
| Andrej Babiš    | ANO 2011   | 1 952 213 | 34,99  | 2 400 271 | 41,67   |
| Danuše Nerudová | Niezależna | 777 022   | 13,92  |           |         |
| Pavel Fischer   | Niezależny | 376 705   | 6,75   |           |         |
| Jaroslav Bašta  | SPD        | 248 375   | 4,45   |           |         |
| Marek Hilšer    | Niezależny | 142 908   | 2,56   |           |         |
| Karel Diviš     | Niezależny | 75 479    | 1,55   |           |         |
| Tomáš Zima      | Niezależny | 30 827    | 0,55   |           |         |